# Meccanica (veicoli)

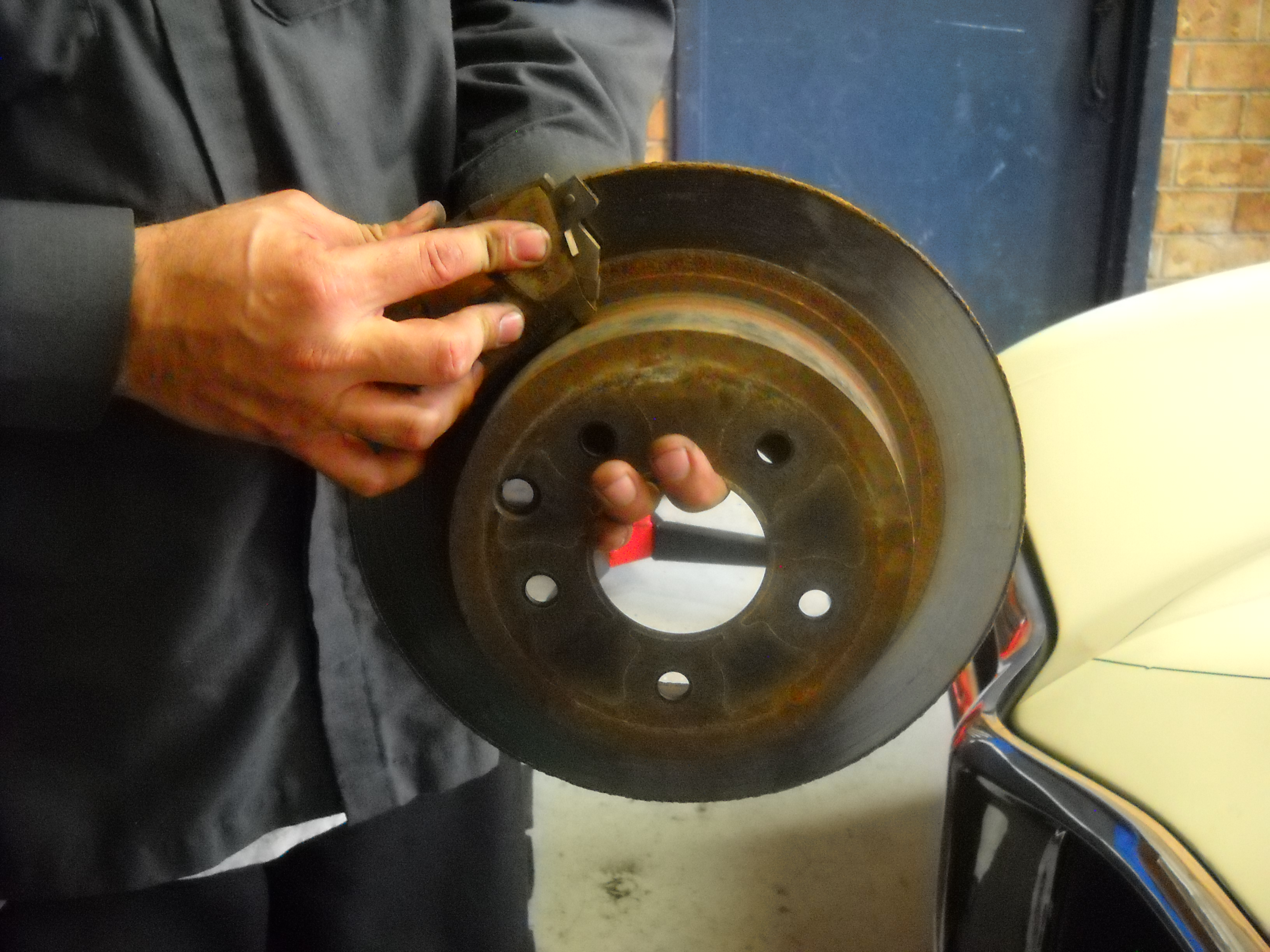
Freno e pastiglie per freno

La meccanica, in un veicolo a motore, indica l'insieme di tutte le parti mobili del veicolo stesso, regolate dalle leggi della meccanica fisica. 
Essa è formata dal gruppo moto-propulsore, dalle sospensioni, dagli ammortizzatori, dallo sterzo, dai freni e dalle ruote motrici. Il telaio e la carrozzeria non vengono inclusi nella definizione. l'insieme degli elementi di un meccanismo e il modo in cui funzionano: la meccanica di un freno, di un motore, di una frizione.